# Duca di York e Albany
Duca di York e Albany era un titolo della nobiltà nella paria di Gran Bretagna. I precedenti titoli nella paria inglese e scozzese erano duca di York e duca di Albany.
Ogni volta che il ducato di York e Albany è stato creato, ha avuto un solo occupante, quella persona poi è morta senza eredi maschi.

## Storia
I ducati individuali di Duca di York e Duca d'Albany erano stati ognuno creati in precedenza diverse volte, rispettivamente, fra i pari dell'Inghilterra e della Scozia. Ognuno era diventato un titolo tradizionale del secondo figlio del monarca, ed era diventato unito tradizionale (ma assegnato separatamente) nel casato degli Stuart.

### Duca di York e Albany

#### Prima creazione (1716)
Durante il XVIII il doppio ducato di York e Albany fu creato un certo numero di volte fra i pari di Gran Bretagna. Il titolo fu detenuto per prima dal duca Ernesto Augusto di Brunswick-Lüneburg, vescovo di Osnabrück, il più giovane dei fratelli di Giorgio I di Gran Bretagna, che morì senza eredi.
| Immagine | Nome                        | Nascita           | Consorte     | Inizio della detenzione del titolo | Morte          | Note | Blasone                    |
| -------- | --------------------------- | ----------------- | ------------ | ---------------------------------- | -------------- | --- | -------------------------- |
|          | Ernesto Augusto di Hannover | 17 settembre 1674 | Morì celibe. | 29 giugno 1716                     | 14 agosto 1728 | Sesto figlio maschio di Ernesto Augusto, Elettore di Hannover; fratello minore di Giorgio I di Gran Bretagna. | Blasone di Ernesto Augusto |

#### Seconda creazione (1760)
La seconda creazione fu per il principe Edoardo, fratello minore di Giorgio III del Regno Unito, che morì anche egli senza eredi. 
| Immagine | Nome                        | Nascita       | Consorte     | Inizio della detenzione del titolo | Morte             | Note | Blasone                    |
| -------- | --------------------------- | ------------- | ------------ | ---------------------------------- | ----------------- | --- | -------------------------- |
|          | Edoardo Augusto di Hannover | 25 marzo 1739 | Morì celibe. | 1º aprile 1760                     | 17 settembre 1767 | Figlio secondogenito di Federico di Hannover, principe del Galles, nipote di re Giorgio II di Gran Bretagna, fratello minore di re Giorgio III del Regno Unito. | Blasone di Edoardo Augusto |

#### Terza creazione (1784)
La regina Vittoria concesse il titolo di Duca d'Albany nel 1881 al suo quarto figlio, il principe Leopoldo di Sassonia-Coburgo-Gotha, e il titolo di Duca di York nel 1892 al nipote, il principe Giorgio.
| Immagine | Nome                         | Nascita        | Consorte                     | Inizio della detenzione del titolo | Morte          | Note                                                                                   | Blasone                     |
| -------- | ---------------------------- | -------------- | ---------------------------- | ---------------------------------- | -------------- | -------------------------------------------------------------------------------------- | --------------------------- |
|          | Federico Augusto di Hannover | 16 agosto 1763 | Federica Carlotta di Prussia | 1784                               | 5 gennaio 1827 | Figlio secondogenito di Giorgio III del Regno Unito. Morì senza discendenza legittima. | Blasone di Federico Augusto |

La regina Vittoria concesse il titolo di duca di Albany (singola designazione geografica) al suo quarto figlio maschio, il principe Leopoldo, nel 1881, ed il titolo duca di York (singola designazione geografica) al secondo figlio maschio del suo primogenito maschio (ma maggiore fra i sopravvissuti), il principe Giorgio, nel 1892.